# Når udsatte bliver ansatte
|  | Denne artikel er oprettet af botten Steenthbot ud fra en ekstern database. Den kan derfor have sproglige fejl eller mangler. Denne skabelon kan fjernes efter kontrol af indholdet. |

Når udsatte bliver ansatte er en dansk dokumentarfilm fra 2014 instrueret af Julie Lybæk efter eget manuskript.

## Handling
En dokumentar om mennesker, der måtte opgive at have et arbejde, men som i dag er ansat i socialøkonomiske virksomheder. 